# 莲云乡
莲云乡，是中华人民共和国安徽省安庆市岳西县下辖的一个乡镇级行政单位。

## 行政区划
莲云乡下辖以下地区：
珠屋村、莲塘村、腾云村、平岗村、长生村和关畈村。